# Farlander Am
Farlander Am, född 20 maj 2015 i Stockholm i Stockholms län, död 26 april 2021 på Helsingborgs djursjukhus i Helsingborg i Skåne län, var en svensk varmblodig travhäst. Han tränades av Johan Svensson under åren  2020–2021 och fick där sitt stora genombrott som femåring. Han hade tidigare tränats av Magnus Dahlén.
Farlander Am tävlade åren 2018–2021. Han inledde karriären sommaren 2018 med två raka segrar. Han sprang in totalt 1,3 miljoner kronor på 35 starter varav 12 segrar, 5 andraplatser och 4 tredjeplatser. Han tog karriärens största segrar i K.G. Bertmarks Minne (2020) och Bronsdivisionens final (nov 2020).

## Karriär
Farlander Am fick sitt stora genombrott 2020 efter att ha flyttat till tränaren Johan Svensson i januari 2020. Han debuterade i sin nya regi i maj och vann tre segrar på raken innan det blev debut på V75 och ett andrapris på hemmabanan i Halmstad. Totalt tjänade han 949 000 kronor under året och vann hela fyra lopp på V75, bland annat K.G. Bertmarks Minne på Jägersro och Bronsdivisionens final i november 2020.
Farlander Am skadade sig allvarligt i sin hage den 25 april 2021 och fick åka in akut till djursjukhuset i Halmstad. På morgonen den 26 april åkte han till Helsingborgs djursjukhus för ytterligare röntgen men hans liv gick inte att rädda. Han dog den 26 april 2021.